# I Heard Her Call My Name
I Heard Her Call My Name (с англ. — «Я слышал, как она зовёт меня по имени») — песня американской рок-группы The Velvet Underground, выпущенная пятой в альбоме White Light/White Heat. Это особенно громкая и агрессивная песня, в которой есть пара атональных гитарных соло в исполнении Лу Рида и многократное использование высокочастотного фитбэка.
В интервью гитарист Стерлинг Моррисон сказал: «Я ушёл из группы на пару дней, потому что подумал, что они выбрали неправильный микс для „I Heard Her Call My Name“, одной из наших лучших песен, которая была полностью испорчена в студии».

## Участники записи
- Лу Рид — вокал, соло-гитара
- Джон Кейл — ритм-гитара, бэк-вокал
- Стерлинг Моррисон — соло-гитара, бэк-вокал
- Морин Такер — перкуссия